# Attention (chanson de Charlie Puth)
Pour les articles homonymes, voir Attention (homonymie).
Singles de Charlie Puth
We Don't Talk Anymore
(2016) How Long (en)
(2017)
Attention est un single du chanteur américain Charlie Puth sorti le 21 avril 2017. C'est le premier extrait de son deuxième album Voicenotes.

## Développement
En novembre 2016 sort Dangerously (en), le dernier single extrait de Nine Track Mind. Après le succès de ce premier album qui est certifié disque d'or dans plusieurs pays, Charlie Puth sort un nouveau single, Attention, qui n'est pas présent sur cet album-là. Il révèle en effet par la suite que cette chanson est un extrait de son deuxième album, Voice Notes, dont la sortie est prévue le 19 janvier 2018.

## Composition
À l'image des débuts du chanteur, Attention est une chanson au style pop-soul et r&b avec « un groove efficace » d'après le site d'informations musicales aficia.

## Clip vidéo
Le clip vidéo d'Attention, tourné à Hollywood Hills et réalisé par Emil Nava, sort le 24 avril 2017. Dans celui-ci, le chanteur tente de se séparer de sa petite-amie, interprétée par Samara Weaving, qui est extrêmement jalouse. Le clip reprend toute l'histoire du couple, depuis leur rencontre dans un club jusqu'aux disputes qui annoncent la fin de leur relation.

## Accueil commercial
Attention a atteint la cinquième place du Billboard Hot 100, ce qui en fait le troisième single de Puth à atteindre le top 10, son meilleur classement en tant qu'artiste principal, et son premier succès top 5 du Hot 100 depuis See You Again.

## Classements et certifications
| Classement (2017)                       | Meilleure position |
| --------------------------------------- | ------------------ |
| Allemagne (Media Control AG)            | 9                  |
| Australie (ARIA)                        | 10                 |
| Autriche (Ö3 Austria Top 40)            | 16                 |
| Belgique (Flandre Ultratop 50 Singles)  | 20                 |
| Belgique (Wallonie Ultratop 50 Singles) | 5                  |
| Canada (Hot 100)                        | 17                 |
| Croatie (Croatian Airplay Radio Chart)  | 6                  |
| Danemark (Tracklisten)                  | 12                 |
| Écosse (OCC)                            | 9                  |
| Espagne (PROMUSICAE)                    | 10                 |
| États-Unis (Hot 100)                    | 5                  |
| États-Unis (Adult Contemporary)         | 6                  |
| États-Unis (Adult Pop Songs)            | 1                  |
| États-Unis (Pop Airplay)                | 1                  |
| France (SNEP)                           | 5                  |
| France (SNEP Ventes)                    | 3                  |
| Hongrie (Rádiós Top 40)                 | 5                  |
| Israël (Media Forest)                   | 1                  |
| Italie (FIMI)                           | 10                 |
| Norvège (VG-lista)                      | 13                 |
| Nouvelle-Zélande (RMNZ)                 | 6                  |
| Pays-Bas (Nederlandse Top 40)           | 24                 |
| Royaume-Uni (UK Singles Chart)          | 9                  |
| Suède (Sverigetopplistan)               | 20                 |
| Suisse (Schweizer Hitparade)            | 6                  |

| Région                                                               | Certification | Ventes/Streams |
| -------------------------------------------------------------------- | ------------- | -------------- |
| Allemagne                                                            | Platine       |                |
| Australie                                                            | 2 × Platine   |                |
| Autriche                                                             | Or            |                |
| Danemark                                                             | Or            |                |
| Espagne                                                              | Platine       |                |
| France                                                               | Diamant       |                |
| États-Unis                                                           | 6 × Platine   | 6 000 000*     |
| Italie                                                               | 3 × Platine   |                |
| Nouvelle-Zélande                                                     | Platine       |                |
| Royaume-Uni                                                          | Platine       |                |
| *Ventes selon la certification ^Mise en rayon selon la certification |               |                |